# Apšė
Apšė (litevsky Apšė, jinak také Apša, lotyšsky Apše), v horním toku pod názvem Vereta, je řeka na západě Litvy, v Žemaitsku, v Klajpedském kraji, pramení v okrese Skuodas, 5 km na severovýchod od městysu Ylakiai. Délka toku je 40 km, z toho 24 km na dolním toku tvoří státní hranici mezi Litvou a Lotyšskem, je to pravý přítok řeky Bartuva, do které se vlévá 46 km od jejího ústí.

## Průběh toku
Pramení 5 km na severovýchod od městysu Ylakiai, teče na západ Západokuršskou vrchovinou směrem k Žemaitské Příbaltské nížině (litevsky Pajūrio žemuma), až do nádrže v obci Gėsalai pod názvem Vereta. Ústí do řeky Bartuva 1,5 km na severozápad od okresního města Skuodas. 

Délka toku je 40 km, z toho 20 km na území Litvy, plocha povodí je celkem 357 km², z toho na území Litvy 122 km². Svahy říčního údolí dolního toku jsou příkré, až 7 m vysoké. 9 km od pamene je koryto zregulované. Největší šířka koryta je 5–10 m, hloubka 0,5–2 m, rychlost toku je 0,3–0,4 m/s. Průměrný spád je 2,4 m/km. Průměrný průtok je 4,1 m³/s.

## Přítoky
- levé:

| Hydrologické pořadí | Řeka     | Délka (km) | Povodí (km²) | Vzdálenost od ústí (km) | Ústí kde | Koordináty ústí |
| ------------------- | -------- | ---------- | ------------ | ----------------------- | -------- | --------------- |
| 20012171            | A - 3    | 2,7        | 1,4          | 29,8                    |          |                 |
| 20012172            | Gipelnis | 2,5        | 1,5          | 26,6                    | Gėsalai  |                 |
| 20012173            | Spiginas | 5,4        | 10,3         | 24,8                    | Gėsalai  |                 |
| 20012178            | A - 1    | 2,9        | 5,4          | 22,9                    | Kivyliai |                 |
| 20012183            | Dabrupis | 4,6        | 5,1          | 12,3                    |          |                 |
| 20012184            | Lendimas | 6,5        | 11,5         | 10,6                    |          |                 |

- pravé:

| Hydrologické pořadí | Řeka   | Délka (km) | Povodí (km²) | Vzdálenost od ústí (km) | Ústí kde            | Koordináty ústí |
| ------------------- | ------ | ---------- | ------------ | ----------------------- | ------------------- | --------------- |
| 20012174            | Kaltis | 23,3       | 43,3         | 23,3                    | Gėsalai             |                 |
| 20012181            | Sartis | 12,1       | 19,7         | 20,4                    | Kivylių piliakalnis |                 |

v Lotyšsku: Ruņa, Āžu upe

## Přilehlé obce a hradiště
- Girdeniai
- Gėsalai
- "hradiště" Kyvilių piliakalnis
- Klaišiai
- Trūbakiai
- Narvydžiai
- Kanyzelis (v Litvě)
- Mazaizvīķi (v Lotyšsku)